# Saison 5 de Clem
Chronologie
Saison 4 Saison 6
Cet article présente le guide des épisodes de la cinquième saison de la série télévisée française Clem.

## Épisodes

### Épisode 1:Quand maman dit stop!
- Belgique : 8 janvier 2015 sur La Une
- Suisse : 13 janvier 2015
- France : 2 mars 2015 sur TF1

- France : 6,46 millions de téléspectateurs (25 % de part de marché)[1]

### Épisode 2:Comment lui dire adieu?
- Belgique : 15 janvier 2015 sur La Une
- Suisse : 20 janvier 2015 sur RTS Un
- France : 9 mars 2015 sur TF1

- France : 5,96 millions de téléspectateurs (24,2 % de part de marché)[2]

### Épisode 3:Jamais sans mes filles!
- Belgique : 22 janvier 2015 sur La Une
- Suisse : 3 février 2015 sur RTS Un
- France : 16 mars 2015 sur TF1

- France : 6,19 millions de téléspectateurs (24,6 % de part de marché)[3]
- Belgique : 430 200 téléspectateurs (24,5 % de part de marché)[réf. souhaitée]

### Épisode 4:C'est pas gagné!
- Belgique : 29 janvier 2015 sur La Une
- Suisse : 10 février 2015 sur RTS Un
- France : 23 mars 2015 sur TF1

- France : 6,27 millions de téléspectateurs (25,1 % de part de marché)[4]
- Belgique : 414 600 téléspectateurs (23,3 % de part de marché)[réf. souhaitée]

### Épisode 5:Ça y est, je marie ma fille!
- Belgique : 5 février 2015 sur La Une
- Suisse : 17 février 2015 sur RTS Un
- France : 30 mars 2015 sur TF1

- France : 6,75 millions de téléspectateurs (21,4 % de part de marché)[5]
- Belgique : 462 200 téléspectateurs (25,1 % de part de marché)[réf. souhaitée]